# Rodrigo Dornelles
Rodrigo Dornelles, o Pedra (Torres, 9 de janeiro de 1974) é um surfista brasileiro.
Foi o único gaúcho a participar do circuito mundial. Voltou à elite após cinco anos longe das competições. Em 2001 terminou em 40º lugar e, no ano seguinte, em 44º.
Em 2007 aos 33 anos, foi o melhor brasileiro na temporada do World Men's Championship Tour (WCT), ao lado do carioca Leonardo Neves, ocupando a 18ª posição no ranking após nove etapas.
Suas ondas preferidas são Ilha dos Lobos, em Torres (RS); Praia do Silveira, em Garopaba (SC); Bell's na Austrália) e Jeffreys Bay, na África do Sul. Sua manobras favoritas são os tubos e cutbacks.

## Carreira[1]
- Campeão gaúcho em todas as categorias
- 9° lugar da categoria Júnior no Mundial Amador da França (1992)
- Top 8 do Circuito Brasileiro Profissional
- Top 16 no WQS em 2000 e 2001
- Integrante do WCT em 2001, 2002 e 2007
- Integrante do WQS desde 1994, sendo 19º colocado em 2007.